# Sven Väth
Sven Väth (Obertshausen, Nyugat-Németország, 1964. október 26. –) német lemezlovas és zenei producer, a német elektronikus zene egyik legkiemelkedőbb előadója, háromszoros DJ Awards-nyertes, akinek pályafutása több mint három évtizedet ölel fel. 1986-ban rövid időre összeállt két barátjával és megalapította az OFF (Organisation for Fun) nevű együttest, amelynek Electrica Salsa című kislemeze indította be karrierjét, amelyet rövidesen egymaga folytatott. Väth a '90-es években Németország egyik legnépszerűbb zenészének és lemezlovasának számított, aki két saját szórakozóhelyet üzemeltetett, valamint saját vállalatot is alapított Cocoon néven, amely lemezkiadóként és eseményszervezőként működik. Németországon kívül Ibizán is az underground elektronikus zenei élet legkiemelkedőbb előadójaként tartották számon, 1999-től 18 éven át volt saját esti előadása az Amnesia klubban. Väth a vinyl lelkes támogatója, előadásai során mindössze két lemezjátszót és egy keverőpultot használ. Leghosszabb szettje nem kevesebb mint 30 órán át tartott.

## Életrajz
1964-ben született keletnémet szülők gyermekeként. Két gyermeke van.

## Diszkográfia

### Nagylemezek
- Accident in Paradise (Eye Q, 1992) (Warner Bros. Records, 1993, U.S.)
- The Harlequin, the Robot, and the Ballet Dancer (Eye Q, 1994) (Warner Bros. Records, 1995, U.S.)
- Touch Themes Of Harlequin - Robot - Ballet-Dancer (Eye Q, 1995)
- Fusion (Virgin Records, 1998)
- Six in the Mix (The Fusion Remix Collection '99) (Virgin Records, 1999)
- Contact (Ultra Records/Virgin Records, 2000)
- Fire (Virgin Records, 2002)
- Fire Works (a Fire album remixei) (Virgin Records, 2003)

### Egyéb kiadványok
- Barbarella – The Art of Dance (Eye Q, 1992; közr. Ralf Hildenbeutel)
- Astral Pilot – Electro Acupuncture (Eye Q, 1995; közr. B-Zet)
- Der Kalte Finger (Eye Q, 1996; közr. B-Zet)
- Retrospective 1990-1997 (egylemezes kiadás) (WEA Records, 2000)
- Retrospective 1990-1997 (Club Culture, 2000)
- Allan Gauch (Virgin Records 1997-2002)

### Mixalbumok
- DC's Hand Picked Mix Tape
- The Sound of The First Season
- The Sound of The Second Season - Noche Y Dia
- The Sound of The Third Season (közr. Richie Hawtin)
- The Sound of The Fourth Season
- The Sound of The Fifth Season
- The Sound of The Sixth Season
- The Sound of The Seventh Season
- The Sound of The Eighth Season
- The Sound of The Ninth Season
- The Sound of The Tenth Season
- The Sound of The Eleventh Season
- The Sound of The Twelfth Season
- The Sound of The Thirteenth Season
- The Sound of The Fourteenth Season
- The Sound of The Fifteenth Season
- The Sound of The Sixteenth Season
- The Sound of The Seventeenth Season (2016)
- The Sound of The 18th Season (2017)
- The Sound of The 19th Season (2018)

### Kislemezek
- "L'Esperanza" #5 Hot Dance Club Play; #63 UK (1993)
- "Ritual of Life" (Eye Q, 1993)
- "Ballet-Fusion" (Eye Q, 1994)
- "Fusion - Scorpio's Movement" (Virgin Records, 1997)
- "Breakthrough" (Virgin Records, 1998)
- "Face It" (Virgin Records, 1998)
- "Omen A.M." (Virgin Records, 1998)
- "Schubdüse" (Virgin Records, 1998)
- "Sounds Control Your Mind" (Virgin Records, 1998)
- "Augenblick" (Virgin Records, 1999)
- "Dein Schweiß" (Virgin Records, 1999)
- "Discophon" (Virgin Records, 1999)
- "Barbarella" (remix) (Club Culture, 2000)
- "L'Esperanza" (remix) (Club Culture, 2000)
- "My Name is Barbarella" (Code Blue, 2000)
- "Je t'aime... moi non plus" (közr. Miss Kittin) / Design Music (Virgin Records, 2001)
- "Strahlemann Und Söhne" (remix) (Virgin Records, 2001)
- "Mind Games" (Virgin Records, 2002)
- "Set My Heart on Fire" (Virgin Records, 2002)
- "Komm" (Cocoon Recordings, 2005)
- "Spring Love" (Datapunk, 2006)
- "The Beauty and The Beast" (Cocoon Records 2008)

## Fordítás
- Ez a szócikk részben vagy egészben  a   Sven Väth című angol Wikipédia-szócikk ezen változatának fordításán alapul.  Az eredeti cikk szerkesztőit annak laptörténete sorolja fel. Ez a jelzés csupán a megfogalmazás eredetét és a szerzői jogokat jelzi, nem szolgál a cikkben szereplő információk forrásmegjelöléseként.